# Île Dětský
L'île Dětský (en tchèque, tchèque : Dětský ostrov, littéralement «île des enfants») est une île fluviale située à Prague, sur la rivière Vltava. Elle se trouve dans le quartier de Smíchov.

## Histoire
Elle est déjà mentionnée dans les textes en 1355.
L'île a été artificiellement élargie avec la construction des écluses Smíchov (de 1913 à 1916).
Une statue allégorique de la rivière Vltava et ses affluents se trouve au nord de l'île. Chaque an, le Jour des Morts (2 novembre), les membres de l'association "Vltavan" déposent des gerbes de fleurs en honneur à ceux qui se sont noyés dans la rivière.
Le pont qui existe aujourd'hui, qui mène à l'île, a été bâti en 1933.
Le nom actuel de l'île ("île des enfants") remonte aux années 1960, lorsqu'un parc pour enfants a été installé ici.

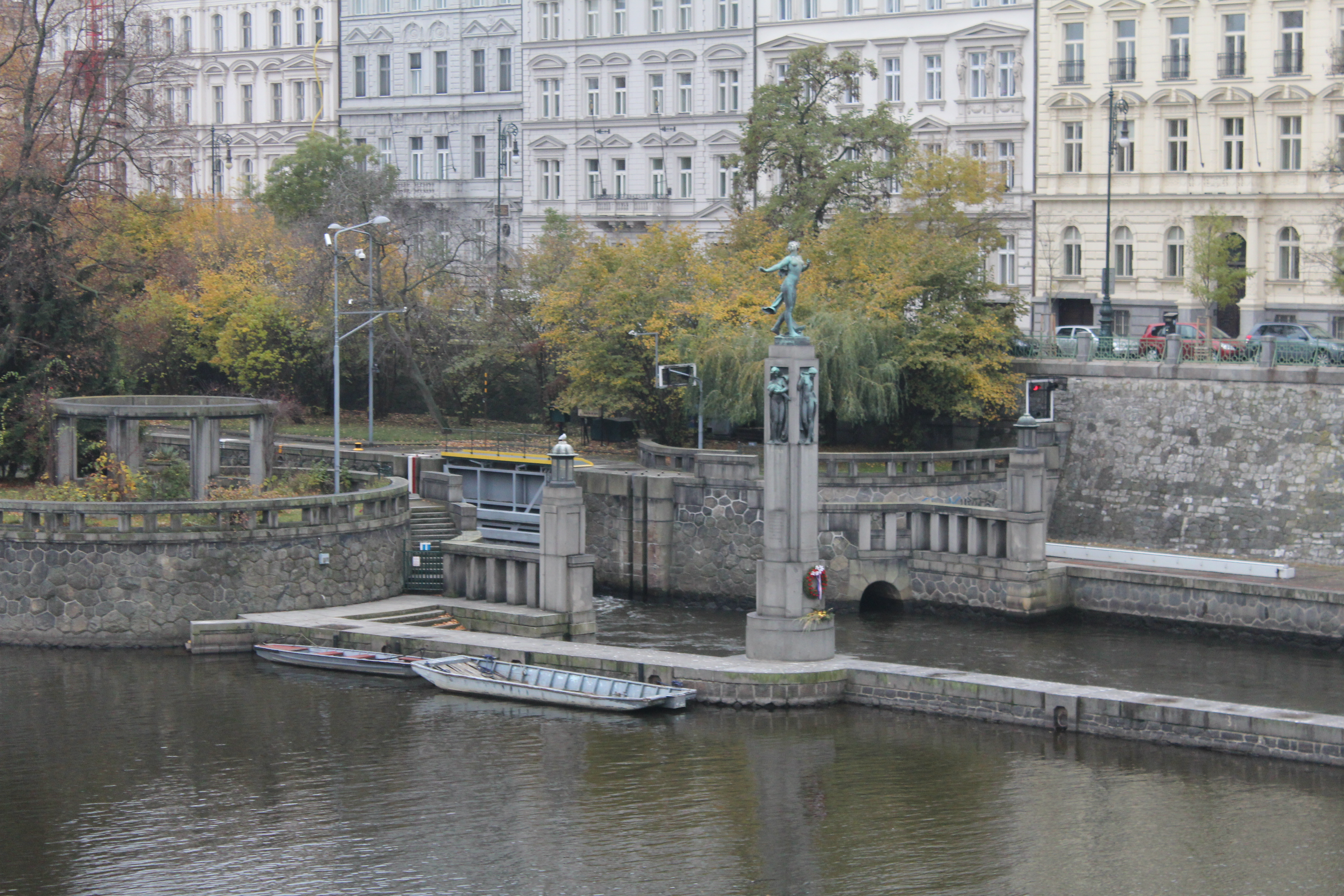
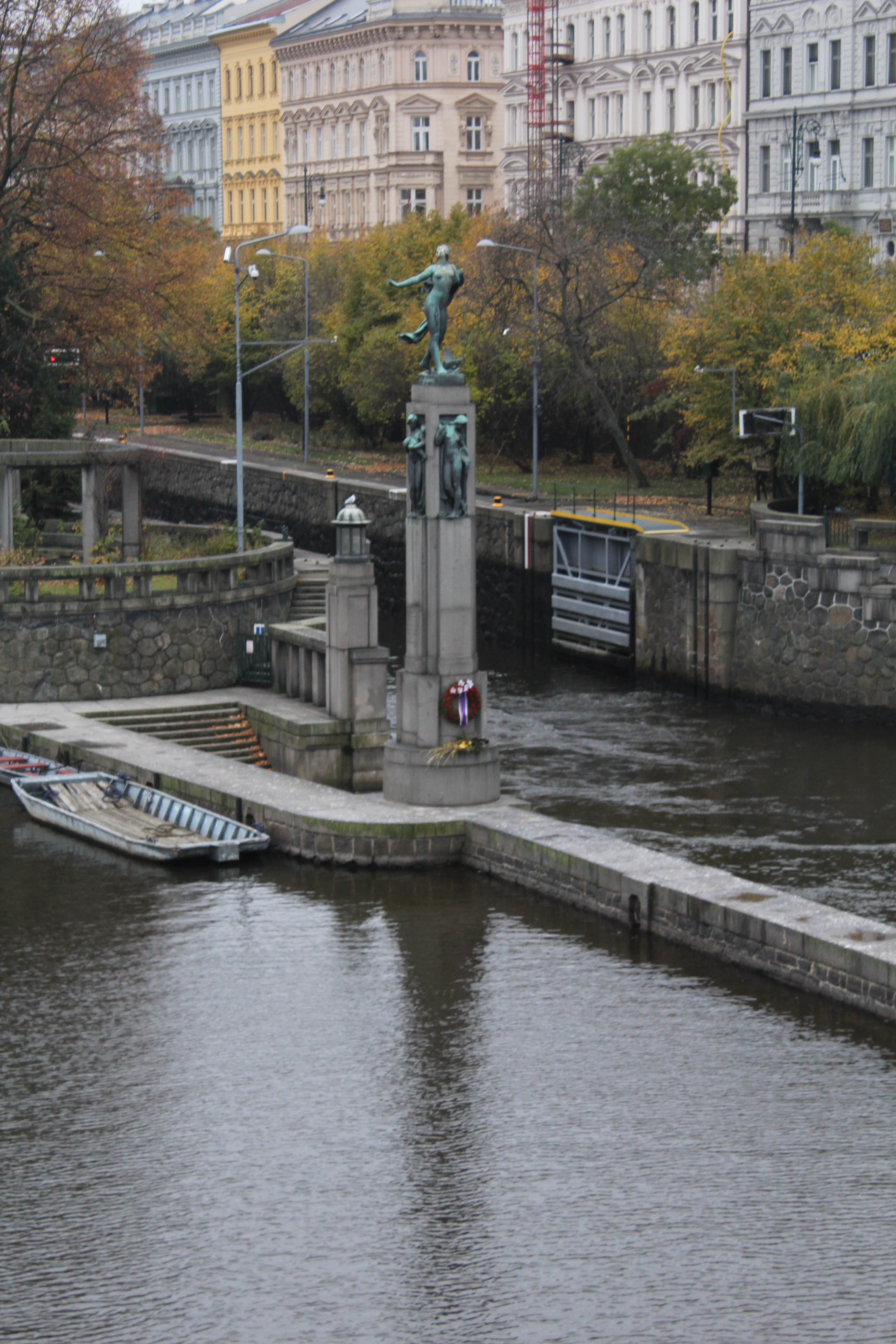